# 杰克逊镇区 (俄亥俄州艾伦县)
杰克逊镇区是美国俄亥俄州艾伦县的一个镇区，2010年美国人口普查时有3056人居住在该镇区 ，其中2,611人住在镇区的未建制部分。
这是全州37个杰克逊镇区之一。

## 地理
杰克逊镇区位于艾伦县的与以下镇区接壤：
- 里奇兰镇区 - 北
- 汉考克县奥兰治镇区 - 东北角
- 哈丁县利伯蒂镇区 - 东
- 哈丁县马里昂镇区 - 东南角
- 奥格莱塞镇区 - 南
- 佩里镇区 - 西南角
- 门罗镇区 - 西
- 巴斯镇区 - 西北角

拉斐特位于该镇区中部。

## 政府
镇区有3人组成的理事会管理。理事会理事选举在奇数年11月举行，并在来年1月1日开始四年任期。两名理事的选举在总统选举后一年举行，另一名的选举在总统选举前一年举行。镇区财务官亦由选举产生，与一名镇区理事选举同时举行，不过在来年4月1日才开始四年任期。若财务官或理事职位有空缺，将由剩余理事填补。